# Liyang
Liyang är en stad på häradsnivå som lyder under Changzhous stad på prefekturnivå i Jiangsu-provinsen i östra Kina. Den ligger omkring 90 kilometer sydost om provinshuvudstaden Nanjing.
- Wikimedia Commons har media som rör Liyang.